# Gwiazda szeryfa
Gwiazda szeryfa (tyt. oryginalny The Tin Star) – amerykański czarno-biały western z 1957 w reżyserii Anthony’ego Manna, z Anthonym Perkinsem i Henrym Fondą w rolach głównych. Film jest adaptacją opowiadania Barneya Slatera i Joela Kane’a. Uchodzi za jeden z najlepszych w dorobku Manna. Scenariusz filmu został nominowany do Oscara.

## Opis fabuły
Do małego miasteczka na Dzikim Zachodzie przybywa łowca nagród i były szeryf Morg Hickman (Henry Fonda). Przywozi ciało poszukiwanego przestępcy i u miejscowego szeryfa próbuje odebrać wyznaczoną nagrodę. Dwudziestoletni szeryf Ben Owen (Anthony Perkins) funkcję pełni od niedawna i jest niedoświadczony. Popada w konflikt z miejscowymi bandytami, na czele z Bartem Bogardusem. Hickman – nieakceptowany przez większość mieszkańców i nocujący u samotnej matki – bierze młodzieńca pod opiekę i uczy postępowania z przestępcami. Nabyte umiejętności przydadzą się w pościgu za sprawcami napadu na dyliżans. Gdy przestępcy są już schwytani, Owens i Hickman muszą przeciwstawić się Bogardusowi, który domaga się linczu na schwytanych, mając poparcie mieszkańców miasta.

## Obsada
- Anthony Perkins – szeryf Ben Owens
- Henry Fonda – Morg Hickman
- Lee Van Cleef – Ed McGaffey
- Neville Brand – Bart Bogardus
- Frank Cordell – członek posse
- Frank Cady – Abe Pickett
- Mickey Finn – McCall
- Jack Kenny – Sam Hodges
- Hal K. Dawson – Andy Miller
- Russell Simpson – Clem Hall
- Howard Petrie – burmistrz Harvey King
- Betsy Palmer – Nona Mayfield

## Premiera
Oryginalna premiera odbyła 23 października 1957 roku w Nowym Jorku. Polska premiera odbyła się w styczniu 1964 roku.